# Mujeres sin mañana
Mujeres sin mañana es una película dramática mexicana de 1951 dirigida por Tito Davison y protagonizada por Leticia Palma, Carmen Montejo, Andrea Palma, Conchita Carracedo y Rebeca Iturbide.

## Argumento
Cinco mujeres trabajan como prostitutas en un cabaret, todas siendo explotadas por el cruel Willy (Fábregas), un estafador que le ha robado el negocio a don Ángel (Soler) aprovechándose de su alcoholismo. Las cosas cambian cuando llega un marinero, Antonio (el hijo perdido de don Ángel), él y las mujeres pelean contra Willy.

## Reparto
- Leticia Palma como Margot / María Elena.
- Manolo Fábregas como Willy Stevens (como Manuel Fábregas).
- Carmen Montejo como Marta.
- Carlos Cores como Antonio.
- Andrea Palma como Olga / Ángela Ederly.
- Andrés Soler como don Ángel Serrano.
- Conchita Carracedo como Beatriz / Nuria.
- Rebeca Iturbide como La Beba.
- Irma Dorantes como Alicia.
- Ramón Gay como Eduardo.
- Armando Sáenz como Carlos.
- Francisco Jambrina como Horacio.
- Wolf Ruvinskis como Juan (como Wolf Rubinsky).
- Amada Dosamantes como Eugenia.
- Nicolás Rodríguez como Cliente de cabaret.
- Jorge Arriaga como Domingo, guardaespaldas.
- Julio Ahuet como Justino, guardaespaldas.
- Juan Pulido como Jacobo.
- Olga Donoso como Titina.
- Eva Garza como Cantante.
- Víctor Alcocer como Cliente de cabaret (no acreditado).
- Daniel Arroyo como Cliente de cabaret (no acreditado).
- Stephen Berne como Cliente gringo de cabaret (no acreditado).
- Victorio Blanco como Mesero (no acreditado).
- Julio Daneri como Manejador de juegos (no acreditado).
- Manuel de la Vega como Cliente de cabaret (no acreditado).
- Héctor Godoy como Quique (no acreditado).
- Bertha Lehar como Amiga de Maruja (no acreditada).
- Pepe Martínez como Mesero (no acreditado).
- Ángel Merino como Cliente de cabaret (no acreditado).
- Consuelo Monteagudo como Maruja (no acreditada).
- José Muñoz como Ernesto, cantinero (no acreditado).
- Jesús Valero como don Alfonso (no acreditado).